# Mdina
Mdina (angleško Notabile, malteško L-Imdina, feničansko Melitta, starogrško Melitte, Μελίττη, arabsko Madinah, لمدينة, italijansko Medina), znana tudi kot Staro mesto (Città Vecchia) ali Znamenito mesto (Città Notabile), je utrjeno mesto v severni regiji Malte, ki je bilo otoško glavno mesto od antike do srednjeveškega obdobja. Mesto je še vedno znotraj obzidja in ima malo manj kot 300 prebivalcev, vendar je povezano s sosednjim mestom Rabat, ki ima ime po arabski besedi za predmestje več kot 11.000 prebivalcev (od marca 2014). 
Mesto so v 8. stoletju pr. n. št. ustanovili feničanski naseljenci kot Maleth, Rimljani  pa so ga preimenovali v Melite. Antična Melite je bila večja od sedanje Mdine, na sedanjo velikost se je zmanjšala med bizantinsko ali arabsko zasedbo Malte. V zadnjem obdobju je mesto prevzelo svoje sedanje ime, ki izhaja iz arabske besede medina ('mestna četrt'). Mesto je v srednjem veku ostalo prestolnica Malte do prihoda reda svetega Janeza (ivanovcev) leta 1530, ko je Birgu postal upravno središče otoka. V naslednjih stoletjih je Mdina nazadovala, a je v začetku 18. stoletja ponovno oživela. Mesto je dobilo več baročnih značilnosti, čeprav ni izgubilo svoje srednjeveške narave.
Mdina je ostala središče malteškega plemstva in verskih oblasti, vendar ni bila nikoli več tako pomembna kot  v 1530-ih, kar je povzročilo, da je dobila priljubljen vzdevek "tiho mesto", ki so ji ga dali domačini in obiskovalci. Mdina je na začasnem seznamu območij Unescove svetovne dediščine in je zdaj ena glavnih turističnih znamenitosti na Malti. 

## Zgodovina

### Antika
Planota, na kateri je zgrajena Mdina, je bila naseljena že od prazgodovine, v bronasti dobi pa je bila pribežališče, ker je bila neosvojljiva. Feničani so kolonizirali Malto okoli 8. stoletja pred našim štetjem in so na tej planoti ustanovili mesto Maleth. Rimska republika ga je prevzela leta 218 pr. n. št., postalo je znano kot Melite. Punsko rimsko mesto je bilo približno trikrat večje od današnje Mdine in je vključevalo večji del sodobnega Rabata.
Po Apostolskih delih je Pavel apostol v 60. letu n. št. na morju doživel brodolom in pristal na Malti, kjer ga je pozdravil Publij, guverner Melite. Pavel je ozdravil njegovega bolnega očeta [Dela 28: 1–10]. Po tradiciji se je prebivalstvo Melite spreobrnilo v krščanstvo, Publij pa je postal prvi škof Malte in potem škof v Atenah, umrl je leta 112.
Danes je ohranjenih zelo malo ostankov punsko-rimskega mesta. Najpomembnejše so ruševine Domus Romana, v katerih je bilo odkritih nekaj dobro ohranjenih mozaikov, kipov in drugih ostankov. Izkopani so bili tudi ostanki Apolonovega templja, delci mestnega obzidja in nekatera druga območja. 

### Srednji vek
V nekem trenutku so bili po padcu zahodnega rimskega cesarstva v mestu zgrajeni dodatni okopi, kar je zmanjšalo njegovo sedanjo velikost. To je bilo narejeno za boljšo zaščito mestnega obrobja. Podobna zaščita je bila v srednjem veku običajna za sredozemsko območje. Čeprav tradicionalno domnevajo, da so jo zgradili Arabci, drugi menijo, da je delo bizantinskega cesarstva okoli 8. stoletja, ko se je grožnja Arabcev povečala.
Leta 870 so bizantinsko Melite, ki ji je vladal guverner Amros (verjetno Ambrozij), oblegali Aglabidi, ki jih je vodil Halaf al Hādim. Ubit je bil v boju in po njegovi smrti je bil s Sicilije poslan Savada Ibn Mohamed, da nadaljuje obleganje, ki je verjetno trajalo nekaj tednov ali mesecev. Po padcu Melite so napadalci prebivalce pobili, mesto je bilo uničeno in cerkve oropane. Marmor iz melitske cerkve je bil uporabljen za graditev gradu Sousse. 
Po mnenju Al Himjarija je Malta ostala skoraj nenaseljena, dokler je niso leta 1048 ali 1049 ponovno naselili muslimanska skupnost in njihovi sužnji, ki so zgradili naselje Mediana, kjer je bilo mesto Melite. Arheološko je dokazano, da je mesto že v začetku 11. stoletja uspevalo kot muslimanska naselbina, zato je lahko 1048 ali 1049 letnica, ko je bilo mesto uradno ustanovljeno in zgrajeno.  Postavitev novega mesta se je popolnoma razlikovala od stare Melite. Mdina ima še značilnosti, ki jih je imela medina, zapuščino obdobja arabske vladavine.
Bizantinci so leta 1053 in 1054 oblegali Medino, vendar so jih branilci zavrnili. Mesto se je po kratkem obleganju leta 1091 miroljubno predalo Rogeriju I. Sicilskemu, Malta je bila kasneje vključena v grofijo in nato v Kraljevino Sicilijo, ko je prevladovala naslednja fevdalna gospoda. Grad, znan kot Castellu di la Chitati, je bil zgrajen na jugovzhodnem koncu mesta blizu glavnega vhoda, verjetno tam, kjer je bila prejšnja bizantinska utrdba.
V 15. stoletju je imela Malta okoli 10.000 prebivalcev, mestno življenje pa je bilo omejeno na Mdino, Birgu in citadelo na Gozu. Mdina je bila razmeroma majhna in delno nenaseljena, do leta 1419 pa je že razširila svoja predmestja, imenovana Rabat.  Pod vlado Aragoncev so imele lokalne oblasti organ (università) s sedežem v Mdini, ki je pobiral davke in upravljal omejene vire otokov. V različnih obdobjih v 15. stoletju se je ta organ pritožil svoji aragonski gospodi, da so bili otoki na milost in nemilost prepuščeni morju in Saracenom. 
Mesto so leta 1429 oblegali Hafsidi. Medtem ko je natančno število žrtev ali Maltežanov, ki so bili prepeljani v suženjstvo, neznano, se je ob tem napadu na otokih zelo zmanjšalo število prebivalcev.

### Vladavina ivanovcev
Ko je leta 1530 Malto prevzel red svetega Janeza, so plemiči svečano predali ključe mesta velikemu mojstru Philippu Villiersu de L'Isle-Adamu, vendar je imel red sedež v Birguju in Mdina je izgubila status glavnega mesta.  V 1540-ih so med vladavino Juana de Homedesa y Coscona začeli nadgrajevati utrdbe. Leta 1551 je mesto preživelo kratek osmanski napad. 
Med velikim obleganjem Malte leta 1565 je bila Mdina oporišče konjenice reda svetega Janeza, ki je občasno izgnala osvajalce. 7. avgusta 1565 je konjenica napadla nezaščiteno osmansko poljsko bolnišnico, ker so napadalci takrat napadli glavne utrdbe v kraju Birgu in Senglei. Osmani so septembra poskušali napasti Mdino, da bi tam prezimili, vendar so opustili svoje načrte, potem ko je mesto streljalo s svojimi topovi, zaradi česar so napadalci verjeli, da ima mesto na voljo dovolj streliva. Po obleganju je malteški vojaški inženir Girolamo Cassar pripravil načrte za zmanjšanje velikosti Mdine za polovico in mesto preoblikoval v trdnjavo, vendar zaradi protesta mestnih plemičev projekta nikoli ni izvedel. Utrdbe so bile znova nadgrajene sredi 17. stoletja, ko je bil v središču območja s kopnega zgrajen velik obrambni zid De Redin. 
Mdina je bila zelo poškodovana med potresom na Siciliji 1693, čeprav ni poročil o žrtvah. Stolnica svetega Pavla iz 13. stoletja je bila delno uničena in jo je Lorenzo Gafa obnovil med letoma 1697 in 1703 v baročnem slogu. 
3. novembra 1722 je novoizvoljeni veliki mojster António Manoel de Vilhena izdal ukaze za obnovo in rekonstrukcijo Mdine. Obnovo je zaupal francoskemu arhitektu in vojaškemu inženirju Charlesu Françoisu de Mondionu, ki je v še vedno srednjeveškem mestu uveljavil močne francoske baročne prvine. V tem času so bili veliki deli utrdb in vhod v mesto popolnoma obnovljeni. Ostanki Castellu di la Chitati so bili porušeni, da bi se pridobil prostor za Vilhenov dvorec, medtem ko so bila glavna vrata zazidana in v bližini zgrajena nova vrata v Mdino. Zgrajene so bile tudi številne javne zgradbe, tudi  Banca Giuratale (Mestna palača) in Corte Capitanale (sodišče). Zadnji večji dodatek utrdbam v Mdini je bil obrambni zid Despuig, ki je bil končan leta 1746. 

### Francoska zasedba in britanska vladavina
10. junija 1798 so Mdino med francoskim vdorom na Malto zajele francoske sile brez velikega upora. Francoski garnizon je ostal v mestu, vendar je 2. septembra istega leta izbruhnila malteška vstaja. Naslednji dan so uporniki vstopili v mesto skozi pristanišče Sally in pokončali garnizon 65 ljudi. Ti dogodki so zaznamovali začetek dveletne vstaje in blokade, Maltežani pa so ustanovili narodni zbor, ki se je srečeval v stavbi Banca Giuratale (Mestni palači).  Uporniki so bili s pomočjo Britanije uspešni, leta 1800 se je Francija predala, Malta pa je postala britanski protektorat.
Od leta 1883 do 1931 je bila Mdina povezana z Valletto z železnico. 

### Mdina danes
Danes je Mdina ena glavnih turističnih znamenitosti Malte, ki jo obišče približno 750.000 turistov letno. V Mdini niso dovoljeni  avtomobili (razen omejenega števila prebivalcev, nujnih vozil, poročni in mrliški avtomobili), tudi zato je dobila vzdevek "tiho mesto". V mestu je nenavadna mešanica normanske in baročne arhitekture z več palačami, od katerih je večina zasebnih domov.
Mestno obzidje je bilo obnovljeno med letoma 2008 in 2016. 

## Zanimivosti
- Mestno obzidje, Mdinska vrata, Grška vrata in  stolp Torre dello Standardo
- Stolnica svetega Pavla
- Vilhenov dvorec (Narodni muzej naravne zgodovine)
- Falsonova palača (Normanska hiša)
- Palača Gatta Murine
- Palača svete Zofije
- Costanzeva palača
- Banca Giuratale (Mestna palača)
- Corte Capitanale (sodišče)
- Kapela svete Agate
- Karmeličanska cerkev in samostan
- Cerkev svetega Petra in samostan
- Domus Romana, ruševine rimske mestne hiše takoj zunaj mesta

## Popularna kultura
Mdina ima skupaj z Birgujem in Gozom pomembno vlogo v delu The Disorderly Knights, tretji knjigi Lymondovih  kronik pisateljice Dorothy Dunnet.
- V delu Svet teme (World of Darkness), ki ga je izdala hiša White Wolf, je Mdina evropska prestolnica klana Lasombra (vampirjev).
- V romanu iz leta 2007 Snakehead Anthonyja Horowitza je Mdina kraj zasede, kjer obveščevalna služba Združenega kraljestva, znana kot MI6 namerava pridobiti očeta Alexa Riderja, Johna.
- Prvo sezono HBO-jeve Igre prestolov so snemali v Mdini, drugo sezono pa v Dubrovniku. [18][19]

## Galerija
- Mestno obzidje
- Mestna vrata je oblikoval francoski arhitekt Charles François de Mondion leta 1724
- Notranjost stolnice
- Falsonova palača
- Tipična srednjeveška ulica
- Malteška vrata v Mdini
- Tradicionalen srednjeveški balkon
- Palazzo de Piro
- Vrtni obokan vhod
- Del obzidja
- Feriolova palača
- Costanzeva palača
- Prelatska palača
- Hiša Mdina